# Кага (село)
Ка́га (рос. Кага, башк. Ҡағы) — село у складі Бєлорєцького району Башкортостану, Росія. Адміністративний центр Кагинської сільської ради.
Населення — 787 осіб (2010; 1046 в 2002).
Національний склад:
- росіяни — 93%

Село назване за місцевою річкою Кагою, оскільки знаходиться у місці її впадіння в Білу. В селі є великий став.

## Галерея

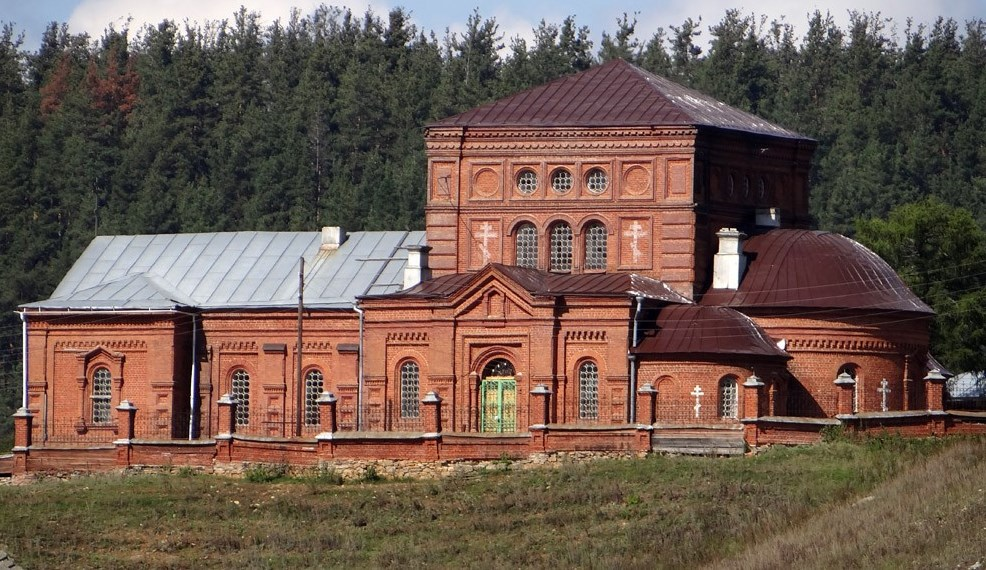
Свято-Нікольський храм
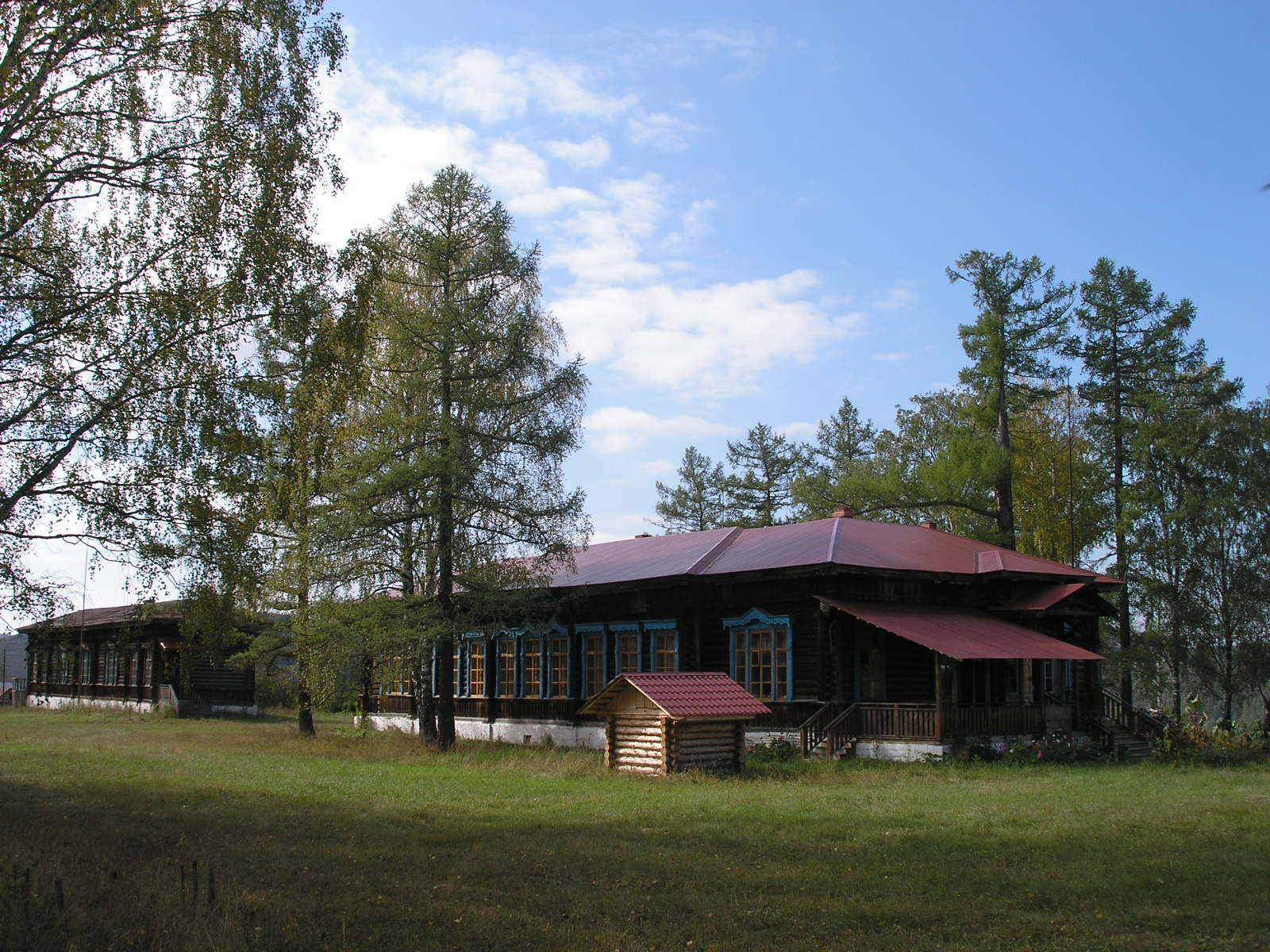
Турбаза «Тенгрі»
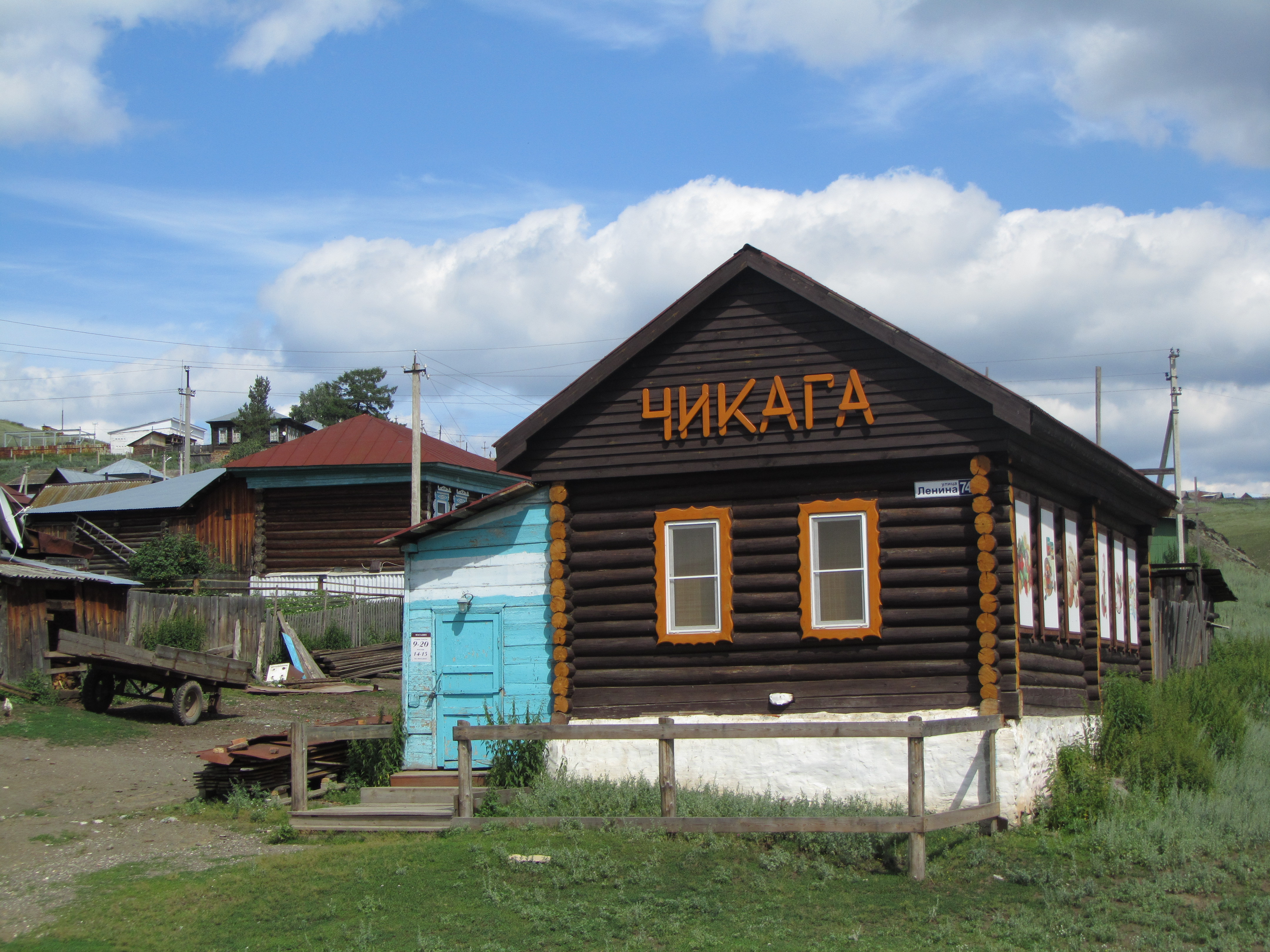
Магазин